# 特発性過眠症
特発性過眠症（とくはつせいかみんしょう）とは、持続性あるいは反復性の日中の過度の眠気の発作を主症状とする睡眠障害の一種である。
1976年に旧チェコスロバキアの研究者Bedrich Rothによって初めて報告された特発性過眠症（Idiopathic Hypersomnia）には、多症状性または単一症状性の2つのタイプが存在していた。
なお、「特発性過眠症」の「特発性」は「原因不明」という意味である。「突発性」過眠症ではない。
ICD10 国際疾病分類G47.1　B9A2および睡眠障害国際分類第3版(ICSD-3)により定義されている疾患である。
しかし、現在の特発性過眠症の診断基準には多くの問題があると指摘されており、睡眠障害国際分類第3版(ICSD-3)の出版元も現在の診断基準に否定的な見解を発表している。
また、現在、この疾患の診断基準は特発性過眠症に関連する全ての専門の研究団体が全会一致で特発性過眠症を適正診断するものとして不適切であるという発表をしており、現在のこの疾患の診断基準は睡眠障害国際分類第3版(ICSD-3)の診断基準改定に関する発表並び、過眠症専門学会により廃止が正式に発表されている。
これらの発表の背景には、現在使用されている特発性過眠症の診断基準（特に反復睡眠潜時検査MSLT）は健常者の睡眠不足の判定のみに有効性が確認されたものであること、
また、現在のこの疾患の診断基準は健常者の睡眠不足症候群が検査で陽性になってしまう一方で長期間に渡り毎日10時間以上の充分な睡眠時間が取れている「本物の特発性過眠症」の多くの症例が偽陰性を呈することなどの問題が理由として挙げられる。
上記の見解に関して、特定の研究機関のみならず、様々な別の団体により行われた歴史上存在する全ての他の研究が同様の結論に達しておりこれらの研究に逆説を唱えた研究は一切発表されていない。
特発性過眠症は何十年も昔から様々な研究が行われてきた睡眠障害である。
しかし、この何十年もの間に行われたさまざまな研究により、多くの研究者や睡眠専門医がこの疾患の存在や定義に疑問を持っている。

## 検査基準

### 主な症状
- 日中何度も寝落ちをする
- 爽快感のない1時間以上続く昼寝
- 夜間に10時間近くの睡眠をとっても、日中に1時間以上の眠りが何回も起こる
- 起床困難と睡眠酩酊
- 片頭痛、低血圧、手足のしびれなどの自律神経系の機能不全を伴うことが多い
- 訴えの持続が少なくとも6カ月以上
- ひどい場合には1日20時間を超える睡眠が何日も続く[36]

### 主な検査基準
- 終夜睡眠ポリグラフ検査（PSG)で夜間の睡眠に異常がない
- 反復睡眠潜時検査（MSLT）で平均8分以下を示す
- 夜間の睡眠脳波は深く、日中の眠気検査で入眠レム睡眠が2回以上出現しない

現在の診断基準は健常者の睡眠不足症候群が多く診断を受け、長時間睡眠を伴う特発性過眠症の多くが偽陰性を呈するという問題がある。
上記診断基準は睡眠障害国際分類第3版(ICSD-3)の公式の改訂会議資料並びに特発性過眠症に関連する全ての専門学会により既に廃止が発表されている。

## 診断基準の問題点
現在の診断基準は慢性的な睡眠不足である多くの健常者が診断を受けている指摘がある。
成人の適性睡眠時間は7-9時間であれば正常と定義されている。
成人人口の約20〜30％は8時間睡眠、約5〜10％は毎日9時間以上の睡眠時間が必要であり、成人が毎日8時間睡眠をとり日中に眠気を感じるのは医学的に異常ではない。
適正睡眠時間は個人により異なり、毎日８時間睡眠を取り続けることで健常者の約4人に1人、毎日7時間睡眠で健常者の約4人に3人がこの疾患で定義されている眠気や自律神経失調症他の併発症状を呈する。
この疾患で定義されている重度の日中の眠気、数ヶ月間続く10時間以上の睡眠時間は睡眠負債による症状と同一であり、また頭痛、起立性低血圧、めまい、末梢循環障害、体温調節異常などの自律神経失調症や睡眠酩酊、起床困難等の併発症状も睡眠不足と同一症状である。
現在採用されている精密検査の基準、終夜睡眠ポリグラフ検査(PSG) と反復睡眠潜時検査（MSLT）では健常者の一般人口も約4人に1人が陽性を示す。
しかし、健常者の一般人口の約4人に1人が特発性過眠症を患っているわけではない。
現在、特発性過眠症の専門研究機関により「医療関係者にまで勘違いを受けている、今最も過剰診断をされている睡眠障害である」と発表されている。
さらに、この疾患のMSLTの診断基準が陽性の被験者に対し「長期に渡り毎日10時間以上の十分な睡眠時間を取ること」のみで日中の眠気が解消され反復睡眠時検査の検査結果は陰性となるという研究発表が数多く存在する。一方でこれらの研究発表に反説を述べた論文が発表されていない。
数年以上の長期に渡り毎日11時間以上の睡眠時間で日中に眠気が残る場合のみ、この疾患の定義に合致すると考えられる。しかし、ここで定義される長期間の毎日の平均睡眠時間というのは数週間や数ヶ月のことではない。
慢性的な睡眠不足状態では健常者でも11時間以上の長時間の睡眠時間を必要とするので臨床現場での判定が不可能となる。
特に人口5〜10%に存在するロングスリーパー傾向のある患者の場合、普段の睡眠時間が毎日8時間睡眠以下の健常者は睡眠負債が溜まり、数週間毎日14時間眠り続け、特発性過眠症に合致する症状を呈する。
「毎日14時間寝ても眠い」という主訴の患者の多くは、普段8時間以下の睡眠時間で暮らしている慢性睡眠不足の患者が睡眠負債の返済をしている状態である。従って、「数週間の睡眠時間のモニタリングで11時間／日以上の睡眠時間を取る」という現在の診断基準は無意味なものである。
次回の診断基準の改定において長期間の睡眠時間をモニタリングすることの必要性が議論されている。
睡眠障害国際分類第3版(ICSD-3)の特発性過眠症の診断基準改定に関する公式会議において現在の診断基準反復睡眠潜時検査（MSLT）は健常者の睡眠不足の重症度判定のみに有効である検査であると発表されている。また同会議において現在の特発性過眠症の診断基準は廃止されることが発表されている。
同様に、特発性過眠症専門国際学会からも現在の診断基準の廃止に関する発表がある。
また、同団体より現行の診断基準は、この疾患を正確に定義する診断制度を定める事ができなかったことによる暫定的な措置であった事が発表されている。
本疾患に関し、検査前日までの３ヶ月間8時間睡眠をとっていること、前日の終夜睡眠ポリグラフPSG検査で睡眠時無呼吸症候群など他の睡眠の異常が見られないことを「除外診断を十分に行なっている」と主張するものもいる。
ロングスリーパーとの鑑別診断のために検査前1週間充分な睡眠をとることで特発性過眠症の診断となると主張する者もいる。
しかし、前述の発表通り、これらの方法による除外診断は役に立たないものである。
従って、現在の診断制度では大学病院や専門病院で診断を受けている場合であってもこの診断名自体があまり意味をなさなく、睡眠専門医もこの疾患の精密検査の結果を意味のなさないものとみなしている傾向にある。

## 発症に関与する遺伝子に関して
2022年4月13日、睡眠プロジェクトの宮川卓 副参事研究員、本多真 副参事研究員らが「オレキシン前駆体遺伝子の切断部位の稀な変異が特発性過眠症と関連する」について英国科学雑誌「npj Genomic Medicine」に発表した。
現在、臨床医療現場で特発性過眠症の診断を受けている患者は睡眠不足の誤診が疑われる症例が多く、成人人口の約5〜10％は毎日9時間以上の睡眠時間が必要あり、毎日9時間睡眠が必要な体質は異常でないにもかかわらず、患者の9割くらいが「毎日9時間睡眠が取れていれば眠くない」とご本人自身が証言をしている。
更にそういった状況の患者が毎日8時間以下の睡眠時間をとり、「連日14時間寝ても眠い」などの睡眠不足症候群と同様の症状を発症し、健常者の一般人口でさえ22〜30％が陽性になる検査基準（終夜睡眠ポリグラフ検査PSGと反復睡眠潜時検査MSLT）により診断を受けているものである。
一方でこの時に発表された遺伝子の患者群は「厳密な診断基準に合致した患者」となっており、尚且つ、この遺伝子はその「厳密な診断基準に合致した患者」の1.67% （100人中1〜2人）のみに当てはまるものであった。
従って、この「発症に関与する遺伝子について」の発表は現在特発性過眠症の診断を受けている多くの患者には全く関係のないものである。

## 背景
この疾患の診断基準には「十分な睡眠時間を確保し、睡眠不足の除外をすること」が明記されている。
しかし十分な睡眠時間を確保する事が困難である社会的な問題を抱える患者が多い。
人口の約30%は毎日8時間以上の睡眠時間が必要である。従って、毎日8時間睡眠が取れていて日中に眠くなる症状や睡眠負債の返済で連日で15時間近くの睡眠を必要とする症状は医学的に異常とは定義されない。
しかし、長期に渡り十分な睡眠時間を確保することで治癒する「慢性的な睡眠不足状態」という診断名が社会的に受け入れられない患者が多い。
医療現場で長期に渡る睡眠時間のモニタリングをする事は不可能であり、結果的に数ヶ月程度の短期間の不十分な睡眠時間のモニタリングの上で診断しなくてはいけない問題が存在する。
特にロングスリーパーの慢性睡眠不足状態の場合、睡眠負債の返済に毎日12時間以上の睡眠時間を必要する為、睡眠負債の返済は困難になる。
日本睡眠学会の設けた規定には毎日10時間を半年以上続け、充分な睡眠を取って睡眠不足ではないことを確認してから検査を受ける事が必要であると記載がある。
しかし、「半年以上毎日10時間以上の睡眠時間を取る」という事が社会的に難しく、結果的に9時間以下の睡眠時間で検査を受けることになる。
1週間や半年以内の睡眠時間のモニタリングで長時間の睡眠時間を必要とするロングスリーパー体質の慢性的な睡眠不足であるか判定はできない。
成人人口の約5〜10％は毎日9時間以上の睡眠時間が必要であり、ロングスリーパーは全く珍しくない。
従って、現在この疾患の診断を受ける多くの患者は毎日9時間以上の睡眠時間が必要な健康な患者が長期間に渡り必要な睡眠時間が足りていない状況に起因するロングスリーパーの慢性的な睡眠不足状態であるという見解が強い。
特発性過眠症に特徴的な脳波、深い睡眠、起床困難、等の症状は睡眠不足と完全に同一であり、脳波解析など客観的な検査で特発性過眠症であるか睡眠不足症候群であるかの鑑別診断ができない。
上記は多くの研究で議論され続けてきた診断基準の問題点であるが、現在まで解決策の合意に至っていない。

## 有病率について
特発性過眠症の罹患者はナルコレプシーの1/10程度と推定されていた時代もあるが、それは今現在の診断基準ではない。
現在の特発性過眠症の反復睡眠潜時検査MSLTの診断基準は毎日8時間睡眠が取れている健常者の約4人に1人がその基準を満たす。
現在のこの疾患の診断基準は睡眠不足症候群と同一であるため毎日の睡眠時間が8時間よりも短い場合には診断基準を満たす人口は更に多くなる。
現在の特発性過眠症の有病率は不明とされている。

## 歴史
1950年代、チェコスロバキアの医師により「ナルコレプシーと別のカテゴリーのナルコレプシーの特徴を全く持たない過眠を呈するグループ」についての発表があった。
この時に定義されていた特発性過眠症は一年以上の長期に渡る1日12-14時間の長時間睡眠と起床困難が主な症状であり、ナルコレプシーのような日中に入眠が早い病気ではない 。長期に渡る睡眠時間のモニタリングで毎日最低11時間以上の睡眠時間が観測できることが特徴である。
この形態の特発性過眠症のみが本物の特発性過眠症であるという説が様々な研究で支持をされており、特発性過眠症専門研究所からも同様の見解である発表がある。
しかし、この時に定義されてきた特発性過眠症は数年以上の長期に渡る長時間睡眠を主な特徴とする症状であり反復睡眠潜時検査MSLTでは70%以上の症例が陰性になるため、現在の診断基準の特発性過眠症には当てはまらない。
次回の診断基準の改定において反復睡眠潜時検査MSLTの廃止と長期の睡眠時間をモニタリングする必要性が議論されている。
ナルコレプシーはオレキシンという脳内物質が原因であった事が明らかになった。
特発性過眠症は、眠気や覚醒に問題を引き起こす物質はオレキシン以外に存在する、ヒスタミンが原因である、等の様々な仮説に則り研究が行われてきた疾患である。
しかし、ヒスタミンは睡眠不足症候群の研究でも関連性が指摘されており、ヒスタミンと眠気との関連性はナルコレプシーや特発性過眠症という病態であるよりも、健常者の睡眠不足や単純に眠いという状態に起因しているだけの可能性が高い事が指摘されている。
このように、今までの全ての研究において現在の睡眠障害国際分類第3版(ICSD-3)特に反復睡眠潜時検査の診断基準の正当性に関し否定的な研究結果となっており、現在の反復睡眠潜時検査等の精密検査の基準に対し肯定的な研究は過去に一度も存在したことはない。
又、この疾患は医療関係者に認知が乏しく、診断基準の問題や誤解から、医療関係者から疾患定義に関して多く勘違いを受けている疾患である。
医療関係者ですらこの疾患の問題を認識していないことが少なくない。
この疾患の診断に必要な検査は高額であり、検査が不必要な患者にこの検査を受けさせることで医療機関に大きな利益となる。他国ではこれらの検査を不必要な患者に受けさせる違法行為で医師が逮捕されており、過去に同様の事件が何度も起きている。
日本の医療制度上も欧米諸国と同様に、特発性過眠症の検査は高額であり、患者の3割保険負担で2-3万円、医療機関には約10万円の利益がある。この疾患の診断を受けたのちに患者は向精神薬の投与の為に長い間再診受診を続けることになる。この制度や医療機関や製薬関連会社に大きな利益となる。
つまり、日本の医療制度上でもこの不必要な検査を患者に受けさせることは欧米の制度と同様、医療機関側に大きな利益を生み出す結果となる。
従って、医療機関は検査基準に合致しない患者に故意的に問題点を説明せず、この検査やこの疾患の診断を受けることを勧めたがる傾向にある。
現在の特発性過眠症の診断基準に関してこれだけ多くの専門研究機関や公的機関から正式発表がある中、これらの問題等について知る人が少ない。
それはこれらの問題は周知させないことにより特発性過眠症の研究や啓発に多くの寄付が集まるなどのことから、研究団体や啓発団体は診断基準の問題点についての啓発を故意的に行わないこと。
その根底には医療関係者が検査費用や再診利益の為に故意的に過剰診断を行なっていることが主な原因である。